# Salésiennes du Sacré-Cœur de Jésus
Les Salésiennes du Sacré-Cœur de Jésus (en latin : Sororum Salesianarum Sacri Cordis Iesu) forment une congrégation religieuse féminine enseignante et hospitalière de droit pontifical.

## Historique
La congrégation est fondée le 8 septembre 1890 à Alcantarilla par Piedad de la Cruz Ortíz Real (1842-1916) et approuvée le 19 décembre 1895 par Mgr Tomás Bryan Livermore (es) (1810-1896), évêque de Carthagène.
L'institut reçoit le décret de louange le 25 janvier 1935 et ses constitutions sont définitivement approuvées par le Saint-Siège le 12 juin 1953.

## Activité et diffusion
Les Salésiennes du Sacré-Cœur se consacrent à l'éducation des jeunes enfants, aux soins des malades et des personnes âgées en particulier dans les zones rurales.
Elles sont présentes en :
- Europe : Espagne[2].
- Amérique : Argentine, Bolivie, Chili, Paraguay.

La maison généralice est à Alcantarilla.
En 2017, la congrégation comptait 138 sœurs dans 25 maisons.